# Camille Sée
Pour les articles homonymes, voir Sée (homonymie).
Pour l’article ayant un titre homophone, voir Camille Cé.
Camille Sée, né le 10 mars 1847 à Colmar et mort le 20 janvier 1919 à Paris 8e, est un juriste et homme politique français.
D’orientation républicaine, député de la Seine de 1876 à 1881, puis membre du Conseil d'État, Sée est particulièrement connu comme promoteur de l'enseignement secondaire pour les jeunes filles (« loi Camille Sée », 1880).

## Biographie
Fils de l’agent d’affaires Gerson Sée, Camille Salomon effectue ses études à la faculté de droit de Strasbourg. Lauréat du « Concours pour le droit français », il s’inscrit en 1869 comme avocat au barreau de Paris et travaille aux côtés du président du Conseil de l'Ordre, maître Grovaille. Juif, il est le neveu de Germain Sée, membre du Consistoire central israélite de France. Il épouse en 1869 la fille de ce dernier, sa cousine germaine, en présence d'une galerie de témoins prestigieux qui attestent de sa proximité déjà établie avec l'élite politique : Victor Duruy, Ernest Picard, Théophile Roussel et le conseiller d'État Pierre-Alfred Blanche, secrétaire général de la préfecture de la Seine.
Après la proclamation de la République française du 4 septembre 1870 consécutive à la déchéance de Napoléon III, il devient secrétaire général du ministère de l'Intérieur auprès de Léon Gambetta, jusqu'en février 1871. Le 15 juin 1872, il est nommé sous-préfet de Saint-Denis, jusqu'à sa démission, après la défaite d'Adolphe Thiers à l’élection présidentielle française de 1873.
Il est élu député de la Seine en 1876 sur la circonscription du 1er arrondissement de Saint-Denis avec 6 308 voix (12 567 votants, 18 876 inscrits) contre 5 703 voix à Édouard Bonnet-Duverdier. Il succède à Louis Blanc qui s'est porté candidat dans le 5e arrondissement. Inscrit dans les rangs de la Gauche républicaine, il est l'un des 363 députés qui refusèrent le vote de confiance au ministère de Broglie, lors de la crise du 16 mai 1877. Il est réélu le 14 octobre 1877, par 13 429 voix (15 132 votants, 19 114 inscrits) et devient secrétaire de la Chambre. Il n'est pas réélu aux élections du 4 septembre 1881, n'obtenant que 1 471 voix, contre 10 326 au radical Eugène Delattre.
Il dépose le 28 octobre 1878 une proposition de loi sur l'enseignement supérieur des jeunes filles, à une époque où celui-ci relève encore totalement de l'Église, puis en mai 1880 une proposition de loi sur la capacité civile de la femme. Le rapport de Paul Broca relatif à la proposition de loi sur l'enseignement est publié dans le Journal officiel du 19 juillet 1880. Après la victoire des républicains aux élections sénatoriales de 1880, sa proposition de loi est enfin débattue sous le gouvernement de Jules Ferry.

Pour sa proposition de loi, il s'inspire notamment de l'institution de la maison d'éducation de la Légion d'honneur de Saint-Denis et Écouen qu'il a pu découvrir quand il était sous-préfet. Il fait également référence aux États-Unis : 

« Non seulement les États-Unis donnent également l'instruction aux uns et aux autres, mais ils leur donnent la même instruction, et leur donnent en général dans le même établissement. La « co-éducation des sexes » est, aux États-Unis, l'éducation préférée. »

 Toutefois, sa proposition de loi ne fait aucune mention de la co-éducation (c'est-à-dire la mixité), ce qui lui vaut les attaques d'Hubertine Auclert qui critique l'absence de matières utiles à l'autonomie professionnelle. 

« Aussi longtemps que l'instruction ne sera pas pour la femme un moyen de ressources pécuniaires, les parents ne songeront pas à faire des sacrifices pour instruire leurs filles, mais pour les doter. »

 Il s'inspire également de la Suisse :

« La République suisse comme la République américaine, a proclamé égaux devant l'instruction l'homme et la femme […] donnant ainsi satisfaction à la loi morale et à l'intérêt bien entendu de la famille et de la Nation »

de l'Allemagne et de l'Italie, pays tous plus avancés que la France pour l'éducation des femmes.

En dépit de l’opposition virulente des partis conservateurs, la proposition de loi est discutée en séance publique devant la Haute Assemblée les 20 et 22 novembre 1880. Une seconde délibération se déroule les 9 et 10 décembre 1880, puis la loi est promulguée le 21 décembre 1880 par le président de la République Jules Grévy. Elle institue les collèges et lycées publics de jeunes filles, dont le programme est cependant différent de celui des établissements pour garçons : 

« Il faut choisir ce qui peut leur être le plus utile, insister sur ce qui convient le mieux à la nature de leur esprit et à leur future condition de mère de famille, et les dispenser de certaines études pour faire place aux travaux et aux occupations de leur sexe. Les langues mortes sont exclues ; le cours de philosophie est réduit au cours de morale ; et l'enseignement scientifique est rendu plus élémentaire. »

Camille Sée s'illustre dans un autre registre en faisant renoncer Paris à l'extension du cimetière de la Chapelle (inclus dans Saint-Denis depuis l'annexion de la majorité du territoire de la commune de La Chapelle à Paris en 1860). Clichy, Bagneux ou Pantin n'auront pas le même succès.
Par la suite, il œuvre à la création de l’École normale supérieure de jeunes filles (loi du 29 juillet 1881), établie à Sèvres, dont la première directrice est Julie Favre, veuve de l’ancien ministre Jules Favre. Il fonde et dirige la revue L'Enseignement secondaire des jeunes filles. Dans cette même mouvance, il apporte son soutien au maire de Montpellier Alexandre Laissac, à la création le 11 octobre 1881 du Lycée de Jeunes Filles de Montpellier, une première en France, devenu aujourd'hui le nom de lycée Georges-Clemenceau.
Après son échec aux législatives de 1881, il entre au Conseil d’État.
Il est inhumé le 24 janvier 1919 dans le division israélite (division 3) du cimetière de Montmartre,.

## Hommages
Des lycées portent son nom : le lycée Camille-Sée à Paris 15e ; et un lycée polyvalent régional à Colmar.

## Publications
- L’Université et Madame de Maintenon, Paris, Léopold Cerf, 1894, xxxv-185, in-16 (OCLC 645387581, lire en ligne sur Gallica).
- L’Enseignement secondaire des jeunes filles en Belgique, Paris, Léopold Cerf, 1889, 48 p., 24 cm (OCLC 58803508).
- L'Enseignement secondaire des jeunes filles, Paris, Léopold Cerf, 1884-1925, 42 années disponibles - 83 numéros (ISSN 2016-8713, lire en ligne).